# The Amazing Spider-Man (film)
The Amazing Spider-Man er en amerikansk eventyrfilm fra 2012 som omhandler Spider-Man. Filmen er instrueret af Marc Webb, og har Andrew Garfield, Emma Stone og Rhys Ifans i hovedrollerne.

## Medvirkende
- Andrew Garfield som Peter Parker / Spider-Man
- Emma Stone som Gwen Stacy
- Rhys Ifans som Dr. Curt Connors / Lizard
- Denis Leary som George Stacy
- Martin Sheen som Ben Parker
- Sally Field som May Parker
- Irrfan Khan som Dr. Ratha
- Campbell Scott som Richard Parker
- Embeth Davidtz som Mary Parker
- Chris Zylka som Flash Thompson
- Stan Lee